# Eugenio Domingo Solans
Pour les articles homonymes, voir Solans.
Eugenio Domingo Solans (né le 26 novembre 1945 à Barcelone et mort le 9 novembre 2004) est un économiste et ancien haut fonctionnaire espagnol. Il fut le premier espagnol à être membre du directoire de la Banque centrale européenne lors de sa création en 1998. En 2006, il fut décoré à titre posthume de la Grande Croix de l’Ordre d'Isabelle la Catholique.